# Joachim Schmidt (Manager)
Joachim Schmidt (* 7. September 1948 in Sindelfingen) ist ein deutscher Manager und Fußballfunktionär. Von 2009 bis 2013 war er wie schon zuvor von 1999 bis 2005 Vertriebs- und Marketingchef von Mercedes-Benz Cars. Zudem war Joachim Schmidt von 2013 bis 2015 Aufsichtsratsvorsitzender des VfB Stuttgart. Zuvor war er bereits seit 2002 im Aufsichtsrat des VfB der Stellvertreter seines Vorgängers Dieter Hundt.
Joachim Schmidt studierte Mathematik an der Universität Stuttgart. 1976 promovierte er zum Thema Beinahe zerfallende Sequenzen für Gitter über Ordnungen.

## Mercedes-Benz
1979 wurde Joachim Schmidt bei Daimler-Benz Hauptgruppenleiter in der Pkw-Entwicklung. 1999 wurde er Vertriebschef von Mercedes-Benz Cars. 2005 beendete er diese Tätigkeit zunächst. Nachdem er in der Zwischenzeit für Mercedes als Vertriebsleiter in den Regionen Afrika, Asien, Zentral- und Osteuropa tätig war, übernahm Joachim Schmidt 2009 erneut die Aufgabe des Vertriebs- und Marketingchefs von Mercedes-Benz Cars. Im März 2012 verlängerte Schmidt seinen Vertrag mit der Daimler AG bis September 2015. Im September 2013 gab Daimler bekannt, dass Schmidt mit Vollendung seines 65. Lebensjahres sein Amt bereits zum 1. Oktober 2013 abgeben wird.

## VfB Stuttgart
2002 wurde Joachim Schmidt in den Aufsichtsrat des VfB Stuttgart gewählt. Dort wurde er Stellvertreter des Vorsitzenden Dieter Hundt. Nachdem die Daimler AG sich bereits am Umbau der Mercedes-Benz Arena als Sponsor beteiligt hatte, vermittelte Joachim Schmidt dem VfB Stuttgart 2012 die Mercedes-Benz Bank als neuen Hauptsponsor. Allerdings geriet er danach in der Öffentlichkeit in die Kritik, da bekannt wurde, dass er zuvor zusammen mit Dieter Hundt einen lukrativeren Sponsoring-Deal mit Porsche verhindert hatte. Nachdem der bisherige Aufsichtsratsvorsitzende Hundt aus dem Aufsichtsrat ausgeschieden war, wurde Schmidt am 18. Juni 2013 einstimmig zum neuen Vorsitzenden des Aufsichtsrats gewählt. Am 13. Oktober 2015 trat Schmidt mit sofortiger Wirkung als Aufsichtsratsmitglied zurück, nachdem dem von ihm geleiteten Aufsichtsrat zuvor auf der Mitgliederversammlung die Entlastung für das Geschäftsjahr 2014 verweigert wurde.